# Лагоа-Дорада
Лагоа-Дорада (порт. Lagoa Dourada) — муниципалитет в Бразилии, входит в штат Минас-Жерайс. Составная часть мезорегиона Кампу-дас-Вертентис. Входит в экономико-статистический микрорегион Сан-Жуан-дел-Рей. Население составляет 12 497 человек на 2006 год. Занимает площадь 479,573 км². Плотность населения — 26,1 чел./км².

## История
Город основан 6 июня 1912 года.

## Статистика
- Валовой внутренний продукт на 2003 год составляет 47 530 075,00 реалов (данные: Бразильский институт географии и статистики).
- Валовой внутренний продукт на душу населения на 2003 год составляет 3949,98 реалов (данные: Бразильский институт географии и статистики).
- Индекс развития человеческого потенциала на 2000 год составляет 0,734 (данные: Программа развития ООН).